# 三升家小勝
三升家 小勝（みますや こかつ）は、落語家の名跡。当代は八代目。初代から四代目までは三升亭 小勝（みますてい こかつ）と名乗っていたが、五代目の時に亭号を「三升家」と改めた。

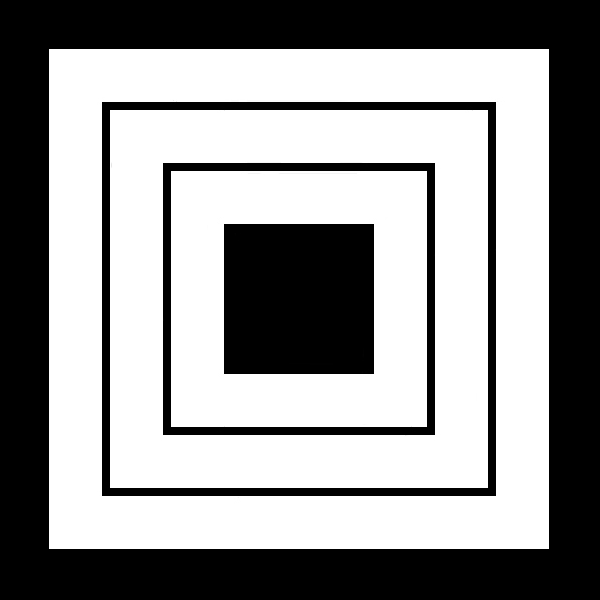
三升家小勝定紋「三升」

「三升」とは歌舞伎役者市川團十郎家の定紋であり、歴代の小勝一門も三升の紋を使用している。初代小勝が七代目市川團十郎と交流があり、三升の紋を借りて「三升亭」の亭号を名乗ったとされる。
もともとは三遊派から生まれた名跡であるが、四代目以降は柳派にあたる人物が襲名している。
- 初代三升亭小勝 - 本項にて記述
- 二代目三升亭小勝
- 三代目三升亭小勝
- 四代目三升亭小勝
- 五代目三升家小勝
- 六代目三升家小勝
- 七代目三升家小勝
- 八代目三升家小勝 - 当代

初代三升亭 小勝（みますてい こかつ、生没年不詳）は、落語家。
初めは歌川國八といい木戸芸者とも絵師ともいわれる。
初代三遊亭圓生の弟子となり、三遊亭小勝、尾上小勝を経て三升亭小勝となった。
七代目市川團十郎や3代目尾上菊五郎の声色をよくしていた。
本名、享年ともに不詳。

## 門下
- 初代三升家勝次郎
- 三升家しげ次
- 三升家小遊
- 2代目三升亭小勝
- 初代瀧川鯉かん